# ATTACK ALL AROUND
『ATTACK ALL AROUND』（アタックオールアラウンド）は、2008年3月5日にavex traxから発売されたAAAの初のベストアルバム。

## 解説
- 4形態で発売された。
  - 豪華盤【CD2枚組+DVD2枚組+60P写真集】※初回1万枚の限定発売
  - 初回盤【CD2枚組＋DVD】
  - 通常盤【CD2枚組＋DVD】
  - CD ONLY【CD2枚組】
- デビュー曲の「BLOOD on FIRE」から「MIRAGE」までを収録。ボーナストラックには、コラボシングル2曲を収録。
- 写真集にはAAAがパーティーをしている写真と個人のソロ写真と歌詞カードを掲載している。歌詞カードには曲ごとのジャケット写真が掲載されている。
- 豪華盤には特典ディスクとしてこれまでの全48集のCM、アルバム曲PV4曲、このパッケージのために撮りおろしたスペシャルバラエティ映像「AAA No.1決定　ゲーム選手権!!」を収録。バラエティ映像は、メンバー同士で様々なゲーム対決をするという内容になっている[1]。
- このアルバムを引っ提げて「AAA TOUR 2008 -ATTACK ALL AROUND-」を行った。

## 収録内容

### CD DISC1
1. BLOOD on FIRE (4:29)
1stシングル。
2. Friday Party (3:57)
2ndシングル。
3. きれいな空 (4:38)
3rdシングル。
4. DRAGON FIRE (4:32)
4thシングル。
5. ハレルヤ (3:57)
5thシングル。
6. Shalala キボウの歌 (4:09)
6thシングル。
7. ハリケーン・リリ、ボストン・マリ (Original long version) (6:18)
7thシングルのアルバムバージョン。
8. ソウルエッジボーイ (3:57)
8thシングル「ソウルエッジボーイ/キモノジェットガール」の1曲目。
9. キモノジェットガール (3:01)
8thシングル「ソウルエッジボーイ/キモノジェットガール」の2曲目。
10. Let it beat! (4:43)
9thシングル。
11. "Q" (4:16)
10thシングル。
12. チューインガム (5:08)
11thシングル。

### CD DISC2
1. Samurai heart -侍魂- (4:04)
12thシングル「Black&White」の1曲目。
2. Winter lander!! (4:13)
12thシングル「Black&White」の2曲目。
3. Get チュー! (3:53)
13thシングル「Get チュー!/SHEの事実」の1曲目。
4. SHEの事実 (3:24)
13thシングル「Get チュー!/SHEの事実」の2曲目。
5. 唇からロマンチカ (3:45)
14thシングル「唇からロマンチカ/That's Right」の1曲目。
6. That's Right (3:44)
14thシングル「唇からロマンチカ/That's Right」の2曲目。
7. SUNSHINE (3:55)
15thシングル「夏もの」の1曲目。
8. No End Summer (3:56)
15thシングル「夏もの」の2曲目。
9. 花火 (4:46)
15thシングル「夏もの」の3曲目。
10. Red Soul (3:49)
16thシングル。
11. MIRAGE (3:14)
17thシングル、アルバム初収録。
12. いざゆけ若鷹軍団2007 〜FUKUOKA SoftBank HAWKS with AAA〜 (4:42)
ボーナストラック。
13. Climax Jump 〜AAA DEN-O form〜 (4:04)
ボーナストラック。

### DVD DISC1
1. BLOOD on FIRE
2. Friday Party
3. きれいな空
4. DRAGON FIRE
5. ハレルヤ
6. Shalala キボウの歌
7. ハリケーン・リリ、ボストン・マリ (Original long version)
8. ソウルエッジボーイ
9. キモノジェットガール
10. Let it beat!
11. "Q"
12. チューインガム
13. Samurai heart -侍魂-
14. Winter lander!!
15. Get チュー!
16. SHEの事実
17. 唇からロマンチカ
18. That's Right
19. SUNSHINE
20. No End Summer
21. 花火
22. Red Soul
23. MIRAGE
24. いざゆけ若鷹軍団2007 〜FUKUOKA SoftBank HAWKS with AAA〜

### DVD DISC2
1. ミカンセイ
2. 夢ノカケラ
3. Wonderful Life
4. CRAZY GONNA CRAZY
5. TV CM集
6. スペシャルバラエティ映像「AAA No.1決定 ゲーム選手権!!」